# 오트마어 하슬러
오트마어 하슬러(독일어: Otmar Hasler, 1953년 9월 28일 ~ )는 리히텐슈타인의 제11대 총리이다.
| 전임 마리오 프리크 | 제11대 리히텐슈타인의 총리 2001년 4월 5일 ~ 2009년 3월 25일 | 후임 클라우스 취처 |